# Santa Catalina (San Marcos)
Santa Catalina (San Marcos) es una localidad del municipio de Centro ubicado en la subregión centro del estado mexicano de Tabasco.

## Geografía
La localidad de Santa Catalina (San Marcos) se sitúa en las coordenadas geográficas 18°02′19″N 93°00′55″O / 18.038611, -93.015278, a una elevación de 8 metros sobre el nivel del mar.

## Demografía
Según el Conteo de Población y Vivienda 2020, efectuado por el Instituto Nacional de Estadística y Geografía, la localidad de Santa Catalina (San Marcos) tiene 289 habitantes, de los cuales 152 son del sexo masculino y 137 del sexo femenino. Su tasa de fecundidad es de 2.76 hijos por mujer y tiene 83 viviendas particulares habitadas.
| Gráfica de evolución demográfica de Santa Catalina (San Marcos) entre 1960 y 2020 |
|                                                                                   |
| INEGI.                                                                            |